# MBC 5시 뉴스와 경제 부산
《5시 뉴스와 경제 부산》은 부산MBC TV에서 매주 평일 오후 5시에 방송 중인 부산 지역 저녁 경제 종합 뉴스 프로그램이다.

## 개요
5시 부산 뉴스와 경제로 읽는다.

## 앵커
| 대수 | 진행자          | 진행 기간             | 비고 |
| ---- | --------------- | --------------------- | ---- |
| 1대  | 정경진 아나운서 | 일자 미상 ~ 일자 미상 |      |
| 2대  | 유기경 아나운서 | 일자 미상 ~ 일자 미상 |      |
| 3대  | 안희성 아나운서 | 일자 미상 ~ 일자 미상 |      |
| 4대  | 이지희 아나운서 | 일자 미상 ~ 현재      |      |

## 경쟁 프로그램
- KBS 뉴스 7 부산 (KBS 부산 1TV)
- KNN 뉴스투데이 (KNN TV)